# 정동일
정동일(1960년 5월 15일 ~)은 대한민국의 배우이다.

## 출연 작품

### 영화
- 《1996 뽕》 (1996년) - 귀복 역
- 《환희》 (1996년) - 남순사 역
- 《변금련 2》 (1992년) - 윤 비서 역
- 《변금련》 (1991년)
- 《회장님, 우리 회장님》 (1988년)
- 《변강쇠 3》 (1988년) - 아들 역
- 《멋장이 세상》 (1988년) - 의사 역
- 《변강쇠 2》 (1986년) - 동민갑 역
- 《사노》 (1987년) - 임도령 역
- 《변강쇠》 (1986년) - 나무꾼 1 역
- 《그대 있어야 할 자리에》 (1985년)
- 《타인의 둥지》 (1982년)